# Bitter CD
La CD è un'autovettura prodotta dalla Bitter tra il 1973 ed il 1979 in 395 esemplari.

## Sviluppo

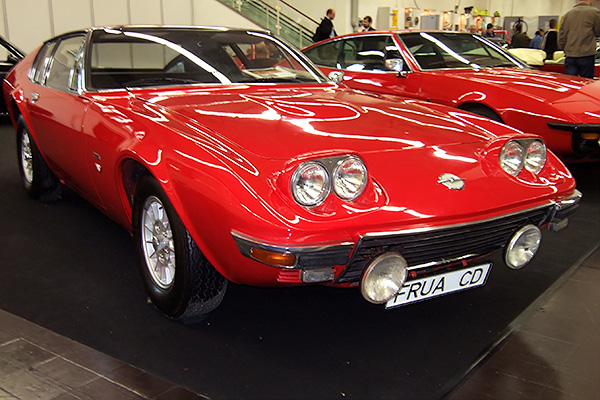
Una Frua CD

Nel 1969 la Opel aveva presentato, al Salone dell'automobile di Francoforte il prototipo Style CD, basato sul pianale accorciato della sua ammiraglia Diplomat (una grossa berlina a trazione posteriore equipaggiata con un motore V8 di origine Chevrolet). Il favorevole accoglimento del prototipo da parte del pubblico indusse il management della casa a considerare la possibilità di produrla in serie. Considerazioni d'ordine economico però consigliarono l'accantonamento del progetto.
L'anno successivo la Frua presentò una sua interpretazione della Style CD, partendo dal medesimo telaio monoscocca.
Proprio di quest'ultima versione Erich Bitter acquistò i diritti di produzione, affidando a Frua il compito di renderla più pratica e meglio industrializzabile. Così nel 1973 venne presentata presso il salone automobilistico di Francoforte l'elegante (ma la somiglianza con la Maserati Ghibli era imbarazzante) coupé fastback Bitter CD.
La produzione doveva ammontare a duecento vetture annue, ma la crisi petrolifera non permise al progetto di decollare.

## Tecnica

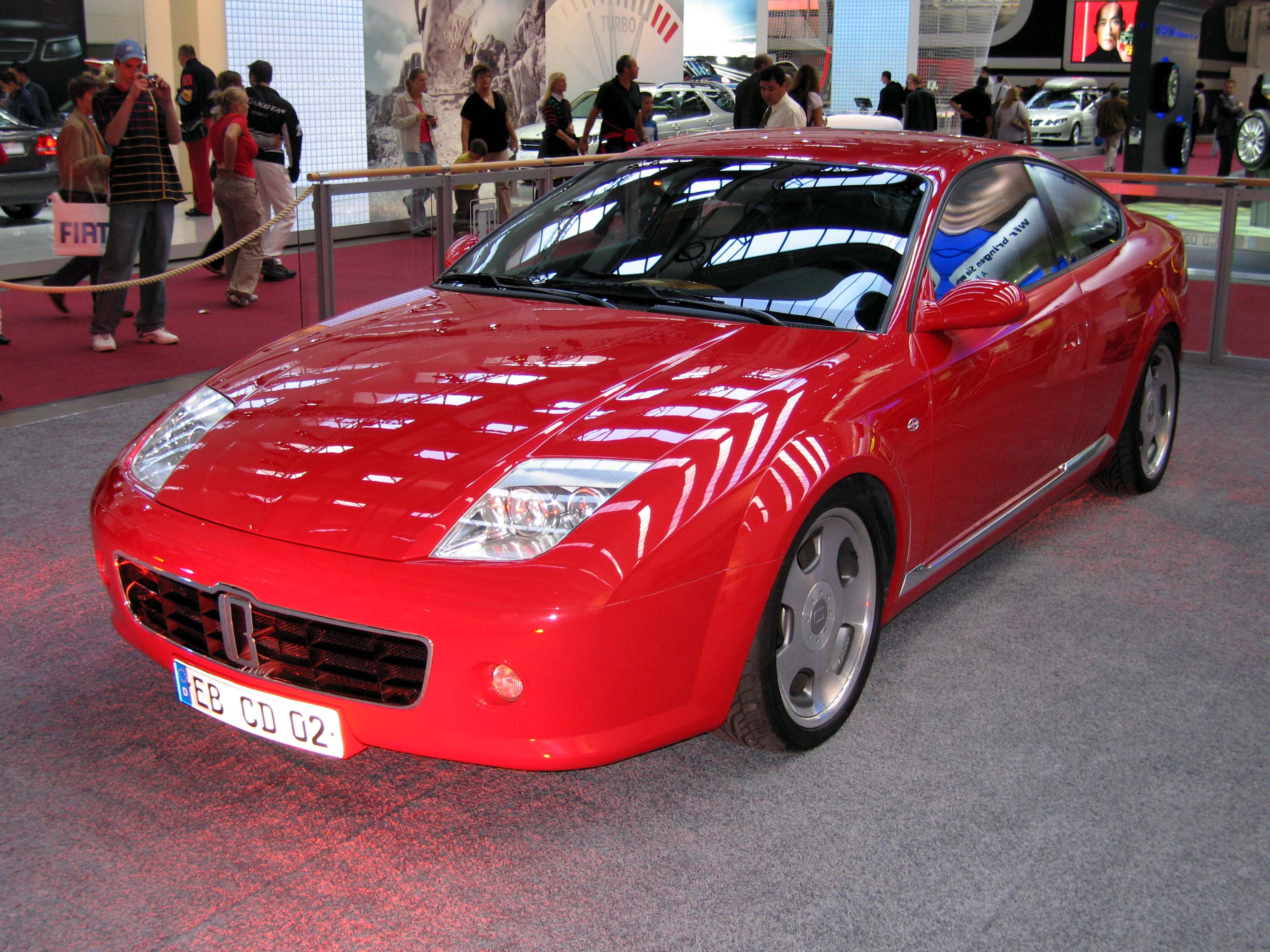
La Bitter CD II

Tecnicamente la nuova coupé derivava completamente, salvo l'accorciamento del pianale, dalla Opel Diplomat. Oltre al pianale e al motore V8 di 5,4 litri (alimentato con un grosso carburatore Holley quadricorpo) da 230 CV, la CD conservava il retrotreno a ponte De Dion con dischi posteriori "entrobordo"  e la trasmissione automatica "Hydramatic" a 3 rapporti (in alternativa c'era anche un cambio manuale a 4 rapporti) dell'ammiraglia Opel.
Gli interni, pur facendo largo utilizzo di componentistica di grande serie (proveniente, principalmente da modelli Opel), erano riccamente rifiniti, con rivestimenti in pelle particolarmente estesi (sedili, pannelli porta e plancia).
Dato che Bitter non disponeva di sufficienti capitali per impiantare una propria fabbrica s'affidò, per l'assemblaggio, alla carrozzeria Baur di Stoccarda.
Rimase in produzione, senza modifiche, fino al 1979. Venne sostituita dalla SC.

## Evoluzione
Nel 2003 venne presentata la CD II. Era basata principalmente sulla meccanica della Holden Monaro, con cui condivideva il telaio in acciaio e motore Chevrolet LS1 90º V8. L'impianto frenante era costituito da quattro freni a disco ventilati abbinati al sistema ABS. Il cambio che gestiva il propulsore era un Hydramatic 4L60 a 4 velocità automatico.